# 高橋二号
高橋　二号（たかはし にごう、1978年12月15日 - ）は、日本の俳優。東京都江東区出身。所属事務所はトミーズアーティストカンパニー。血液型B型。身長181cm。体重68kg。愛称はトシくん。劇団前方公演墳、ジュングランプリ、青空墓地などに所属。

## 人物・略歴
- ジュングランプリで一番のヘビースモーカーでゲーマーである。

## 主な出演作品

### テレビ
- LOVE GAME （2009年 日本テレビ）

#### 舞台
- 「IZO」劇団前墳バックドロップス公演 東京芸術劇場2007年
- 「龍馬よ雲になりすませ」劇団前墳バックドロップス公演 萬スタジオ2008年
- 「題名未定」劇団前墳バックドロップス公演 東京芸術劇場2008年
- 「セブンガールズ」劇団前墳バックドロップス公演 東京芸術劇場2009年

### イベント
- 初台THE DOORS 「ライブdeナイト」（2008年）
- 初台THE DOORS 「スーパーインプレッション」（2008年）
- 初台THE DOORS 「プレイヤーズナイト」（2009年）
- 初台THE DOORS 「デビューパフォーマンスライブ」（2009年）
- ROCK ON FRIDAY NIGHT（2009年11月、初台THE DOORS）